# Követelés
A számvitelben a követelés olyan jogszerű fizetési igény, amely (értékesítési, szolgáltatási) szerződésből, előleg- vagy kölcsön nyújtásából, vagy jogi előírásból ered.
A fenti meghatározást kielégítő némely követelés nem a Követelések nevű mérlegsorba tartozik:
- az immateriális javakra adott előleget az immateriális javak között kell szerepeltetni
- a beruházásra adott előleget a tárgyi eszközök között kell szerepeltetni
- az egy éven túli lejáratra adott kölcsönt a befektetett pénzügyi eszközök között kell szerepeltetni
- a készletekre adott előleget a készletek között kell szerepeltetni
- a jegyzett tőke be nem fizetett része miatti, alapítókkal szembeni követelést a saját tőke elemeként, azt csökkentő tételként kell szerepeltetni.

A Követelések nevű mérlegsorba az alábbi követelésfajták tartoznak:
- Követelés áruszállításból és szolgáltatásból (napi szóhasználatban Vevők)
- Követelés kapcsolt vállalkozással szemben
- Követelés egyéb részesedési viszonyban levő vállalkozással szemben
- Váltókövetelés
- Egyéb követelés (például munkavállalókkal szemben, költségvetéssel szemben, nyújtott kölcsönök stb.)